# 长画眉草
长画眉草（学名：Eragrostis zeylanica）是禾本科画眉草属的植物。分布在东南亚、大洋洲以及中国大陆的华南、西南、华东等地，生长于海拔600米至1,600米的地区，多生于山坡路边、林中、路边、路边草丛中和湿润草甸，目前尚未由人工引种栽培。
种名zeylanica意为斯里兰卡的。

## 异名
- Eragrostis elongata auct. non (Willd.) Jacq.